# Városligeti Nagyjátszótér
A Városliget dél-keleti részén, a Dózsa György út és az Ajtósi Dürer sor kereszteződéséhez közeli területen, a Liget Budapest Projekt parkfejlesztési ütemének második részeként épült fel a mintegy 13.000 négyzetméteres városligeti Nagyjátszótér. A játszótér 2019. október 26-án nyílt meg.

## Játszótér felépítése
A terület körbekerített, öt bejárata van és három nagyobb egységre osztható: a 0-6 éves gyerekeknek kialakított kicsik játszóterére, a homokos-vizes játszóterületre és a nagyok játszórészére. A játszótéren mintegy 50 játékelem található, 6 féle csúszda, 10 fajta hinta és körhinta, 4 típusú forgójáték, 3 homokozó, továbbá 7 egyéni és páros rugós játék és 10 különböző méretű, földbe süllyesztett trambulin. A játszótéren emellett három, többszintes mászóka is helyet kapott. A központi mászóelemet Szinyei Merse Pál Léghajó című festménye inspirálta. A játszótér integrált, vakok és mozgássérültek számára is akadálymentesen megközelíthető. A területhez egy nyitva tartási időben üzemelő, pelenkázóval felszerelt illemhely is tartozik. 
Nyitva: minden nap 9:00-tól sötétedésig.

## Integrált játszóelemek
A területen integrált játszóeszközök is találhatók, melyek lehetővé teszik az ép és sérült gyerekek közös játékát. Az eszközök a következők:
- 6 db. fészekhinta állvánnyal, melyre a mozgássérült gyermekeket ráfektetve biztonsággal lehet hintáztatni.
- 1 db. integráló homokozó asztal, mely magassága révén a homokozó széléről a mozgássérült gyermekek kerekesszékükkel együtt, ülve tudnak együtt homokozni az egészséges gyermekekkel.
- 1 db. kerekesszékes trambulin, mely 2 méter széles és 3 méter hosszú, így kerekesszékel is használható ill. több gyerek együttes játékára is lehetőséget ad.
- 1 db.integráló körhinta, melyen a mozgássérült gyerekek ép társaikkal, vagy szüleikkel együtt tudnak játszani.
- 1 db. magyar fejlesztésű Integrált Bucka Homokozó, mely egy olyan emelt játszóeszköz, ami többféle pozícióban, kerekesszékről, hasalva, állva, ülve használható.
- 1 db. magyar fejlesztésű Pillangó Integrált rugós játék, melyet olyan halmozottan sérül gyerekek is tudnak használni, akik megtámasztás nélkül nem tudnak ülni vagy megtartani a fejüket, végtagjaikat.